# Квантова логіка
Квантова логіка — набір правил логіки для роботи з системами, що потребують урахування квантових законів. Вона часто називається сучасною основою, або структурою квантових розрахунків.
Звичайна булева логіка не застосовна для квантових розрахунків з огляду на вимогу зворотності квантових процесів. Квантова механіка вимагає щоб за результатом дії можна було б однозначно визначити початкові операнди. Наприклад, якщо в звичайній логіці результат операції АБО — істина, то можна зробити висновок, що хоча б один з двох операндів мав значення істинності. Точно визначити, який із них був істинним, чи, можливо, істинними були обидва, — неможливо. Така ситуація недопустима в квантовій механіці, тому операція АБО не може бути реалізованою квантовим комп'ютером. З огляду на це квантова логіка користується іншими логічними операціями, які мають властивості оборотності.
Квантова логіка пропонувалася як правильна логіка висловлювань взагалі, зокрема таку думку підтримував філософ Гіларі Патнем, принаймні в одній точці у своїй кар'єрі. Ця теза була важливою складовою в роботі Патнема Is Logic Empirical?, в якій він проаналізував епістемологічний статус правил логіки висловлювань. Гіларі Патнем назвав фізика  Девіда Фінкельштейна автором думки, що аномалії, пов'язані з квантовими вимірюваннями, властиві самій логіці фізики. Однак, ця ідея вже існувала деякий час, її відродив Джордж Макі в роботі 1963 року щодо теорії представлень груп симетрії.
Проте, загальніша точка зору відносно квантової логіки полягає в тому, що вона надає формалізм для зіставлення квантових спостережуваних, фільтрів системи підготовки та станів. Подібність квантового логічного формалізму до системи дедуктивної логіки можна розглядати радше як курйоз, ніж як факт фундаментального філософського значення.

## Відмінності від класичної логіки
Квантова логіка має деякі властивості, які відрізняють її від класичної логіки, в першу чергу, невиконання закону дистрибутивності:
p і (q або r) = (p і q) або (p і r),
де символи p, q та  r є пропозиціональні змінні. Щоб проілюструвати, чому закон дистрибутивності не виконується, розглянемо частинку, яка рухається по лінії, і якщо.
p = "імпульс частинки належить інтервалу [0, +1/6]"
q = "частинка знаходиться в інтервалі [-1, 1]"
r = "частинка знаходиться в інтервалі [1 ,3]" (використовується система одиниць, в якій зведена стала Планка дорівнює 1),
то ми можемо спостерігати, що:
p і (q або r) = істина
тобто значення імпульсу частинки лежить між 0 та +1/6, а її позиція знаходиться між -1 та +3. З іншого боку, твердження "p і q" "p і r" помилкові, тому, що вони вводять жорсткіші обмеження на одночасні значення координати та імпульсу, ніж  допустимо принципом невизначеності (кожне має невизначеність 1/3, що менше, ніж дозволений мінімум 1/2). Тому,
(p і q) або (p і r) = неправда
Таким чином, дистрибутивний закон не виконується.

## Вступ
У своєму трактаті 1932 року "Математичні основи квантової механіки" Джон фон Нейман зазначив, що проєкцію на  гільбертів простір можна розглядати як судження про фізичні спостережувані. Множину правил для маніпулювання цими квантовими твердженнями Джон фон Нейман та  Біркгоф в роботі 1936 року назвали квантовою логікою. Джордж Макі в книзі 1963 року зробив спробу встановити набір аксіом для цієї  системи суджень як решітку з ортогональними доповненнями. Макі бачив елементами цієї множини потенціальні запитання з можливими відповідями так — ні, які може задати спостерігач щодо стану фізичної системи. Самі відповіді на ці запитання можна отримати шляхом деяких вимірювань. Крім того, Макі визначав фізичні спостережувані через ці базові запитання. Сис ема аксіом Макі має той недолік, що припускає частково впорядковану множину, яка задається на ортокомплементарній ґратці замкненого підпростору сепарабельного гільбертового простору. Пірон, Людвіг та інші спробували дати аксіоматизацію, що не вимагає такого явного відношення до решітки підпросторів.
Аксіоми найчастіше зазначено як алгебраїчні рівняння щодо впорядкованої множини. Один набір аксіом (взято з) виглядає наступним чином:
- {\displaystyle a=a^{\perp \perp }}

- {\displaystyle \cup }  комунікативна та асоціативна.

- Існує максимальний елемент 1, і {\displaystyle 1=b\cup b^{\perp }} для будь-якого b.

- {\displaystyle a\cup (a^{\perp }\cup b)^{\perp }=a}

- Ортомодулярний закон: якщо  {\displaystyle 1=(a^{\perp }\cup b^{\perp })^{\perp }\cup (a\cup b)^{\perp },} то {\displaystyle a=b}.

## Пропозиційна сітка класичної системи
Так зване Гамільтонове формулювання класичної механіки має три складові: стани, спостережувані та динаміку.  В найпростішому випадку індивідуальної частинки в  R3, простір станів є фазовим простором R6. Спостережувана — певна дійсна функція f на просторі станів.  Прикладами спостережуваних є положення, імпульс або енергія частинки.  В класичних системах значення  f(x), тобто значення f у певному стані системи x, можна отримати, провівши вимірювання f. Судження щодо класичних систем утворюються з базового твердження наступного виду:
«Вимірювання f дає значення в інтервалі [a, b], де a, b — дійсні числа».
З такого означення судження про класичну систему слідує, що відповідна логіка ідентична до певної булевої алгебри підмножини простору станів. Під логікою тут розуміються правила, що пов'язують множинні операції та відношення впрорядкування на зразок  правил де Моргана.  Вони аналогічні правилам, що співвідносять булеві кон'юнктиви та матеріальні наслідки класичної логіки суджень. З огляду на технічну зручність, далі в цій статті припускається, що алгебра підмножин простору станів є алгеброю усіх борелевих підмножин. Множина суджень впорядкована природним упорядкування множин і на ній задана операція доповнення. Мовою спостережуваних доповненням твердження {f ≥ a} є {f < a}.
Ці зауваження можна підсумувати так. Система тверджень класичної фізики є сіткою з чіткою операцією ортодоповнення: операції перерізу на об'єднання на ній є, відповідно, перерізом та об'єднанням множин.  Операція ортодоповнення послідовно повна в тому сенсі, що будь-яка послідовність {Ei}i елементів сітки має принаймні верхню межу, зокрема операція об'єднання з теорії множин:
{\displaystyle \operatorname {LUB} (\{E_{i}\})=\bigcup _{i=1}^{\infty }E_{i}.}

## Пропозиційна сітка квантово-механічної системи
В рамках формулювання квантової механіки на гільбертовому просторі, як у фон Неймана, фізична спостережувана  задається певним (можливо необмеженим) щільно визначеним самоспряженим оператором  A, що діє на гільбертовому просторі H.  A має розклад у спектр, що є прективною мірою  E, означеною на борелевих підмножинах R.  Зокрема, для будь-якої борелевою функції f на R можна провести наступне розширення f до оператора:
{\displaystyle f(A)=\int _{\mathbb {R} }f(\lambda )\,d\operatorname {E} (\lambda ).}
Якщо f — індикаторна функція на інтервалі [a, b], то оператор f(A) є самоспряженою проєкцією, і його можна інтерпретувати як квантовий аналог класичного твердження 
- Вимірювання A дає значення в інтервалі [a, b].

Це підказує наступну квантовомеханічну заміну ортокомплементарної сітки тверджень класичної механіки.  По суті за аксіомою VII Макі:
- Ортодоповнена сітка Q тверджень квантовомеханічної системи є сіткою замкнених підпросторів комплексного гільбертового простору H, де ортодоповнення V є ортогональним доповненням V⊥.

Q також послідовно повна: будь-яка послідовність парних диз'юнкцій {Vi}i елементів  Q має принаймні верхню межу.  Тут диз'юнктивність  W1  та W2 означає, що W2 є підпростором W1⊥. Найменша верхня межа {Vi}i є замкненою внутрішньою прямою сумою.
Надалі елементи Q ідентифікуватимуться з самоспряженими проєкціями на гільбертів простір H.
Структура Q одразу ж робить очевидною різницю з частково впорядкованою структурою класичної системи тверджень.  У класичному випадку для твердження p рівняння
{\displaystyle I=p\vee q}
{\displaystyle 0=p\wedge q}
мають точно один розв'язок, а саме теоретико-множинне доповнення до  p.  У цих рівняннях I позначає атомне твердження, що є ідентично істинним а 0 — атомне твердження, що є ідентично неправдою.  У разі сітки проєкції існує нескінченно багато розв'язків цих рівнянь (будь-яке замкнене алгебраїчне доповнення  p задовольняє цю систему рівнянь; воно не обов'язково має бути ортодоповненням).
Після цих вступних міркувань, можна зайти з іншого кінця й спробувати дати означення спостережуваним з точки зору проєкційної сітки, і, використовуючи це означення, встановити відповідність між самоспряженими операторами та спостережуваними: спостережувана за Макі це зліченно адитивний гомоморфізм з борелевих підмножин R в Q. Назвати відображення φ зліченним адитивним гомоморфізмом означає, що для будь-якої послідовності {Si}i попарно диз'юнктивних борелевих підмножин R, {φ(Si)}i  є попарно ортогональними проєкціями і 
{\displaystyle \varphi \left(\bigcup _{i=1}^{\infty }S_{i}\right)=\sum _{i=1}^{\infty }\varphi (S_{i}).}
По суті спостережувана за Макі є спектральною мірою на R.

Теорема.  Існує бієктивна відповідність між спостережуваними за Макі та щільно визначеними самоспряженими операторами на H.
Це суть спектральної теореми в термінах спектральної міри.

## Статистична структура
Уявіть криміналістичну лабораторію, що має якийсь прилад для вимірювання швидкості кулі,  випущеної з пістолета. В ретельно контрольованих умовах температури, вологості, тиску тощо той же пістолет вистрілив повторно. Це дає деякий розподіл швидкостей. Хоча ми і не отримаємо точно таке ж значення для кожного окремого вимірювання, ми очікуємо, що експеримент призведе до того ж розподілу швидкостей для кожної групи вимірювань. Зокрема, ми можемо очікувати, певного розподілу імовірності для тверджень на зразок {а ≤ швидкість ≤ b}. Це, природно, нав'язує припущення, що в контрольованих умовах вимірювання класичної системи можна описати ймовірнісною мірою на просторі станів. Ця статистична структура також присутня у квантовій механіці.
Міра квантової ймовірності є функцією  P, означеною на Q, з такими значеннями в інтервалі [0,1], що   P(0)=0, P(I)=1, і якщо {Ei}i — послідовність попарно ортогональних елементів  Q, то
{\displaystyle \operatorname {P} \!\left(\sum _{i=1}^{\infty }E_{i}\right)=\sum _{i=1}^{\infty }\operatorname {P} (E_{i}).}
Наступна дуже нетривіальна теорема належить Ендрю Глісону:
Теорема. Припустимо, що Q є сепарабельним гільбертовим простором комплексної розмірності принаймні 3. Тоді для будь-якої квантової міри ймовірності P на Q існує єдиний  оператор S слідового класу такий, що 
{\displaystyle \operatorname {P} (E)=\operatorname {Tr} (SE)}
для будь-якої самоспряженої проєкції E в Q.
Оператор S з необхідність невід'ємний (тобто всі його власні значення невід'ємні) і має слід  1.  Такі оператори часто називають  операторами густини.
Фізики зазвичай вважають, що оператор густини відповідає (можливо нескінченній) матриці густини, визначеній на певному ортонормованому базисі.
Щоб довідатися більше про статистику квантових систем, дивіться статтю статистична механіка.